# Quarterpipe

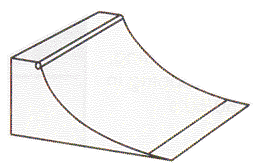
Quarterpipe

En quarterpipe är ett uttryck i samband med skidor eller skateboard. Men även andra extrema sporter. Det är en ramp som går rakt upp.
Simon Dumont satte i freeskiingen 10 april 2008 världsrekord i höjd ur en quarterpipe = 35 fot (ungefär = 10,7 m).